# Kékszemű szerecsenmaki
A kékszemű szerecsenmaki (Eulemur flavifrons) az emlősök (Mammalia) osztályába, a főemlősök (Primates) rendjébe és a makifélék (Lemuridae) családjába tartozó faj.

## Elterjedése
Madagaszkáron honos.

## Megjelenése

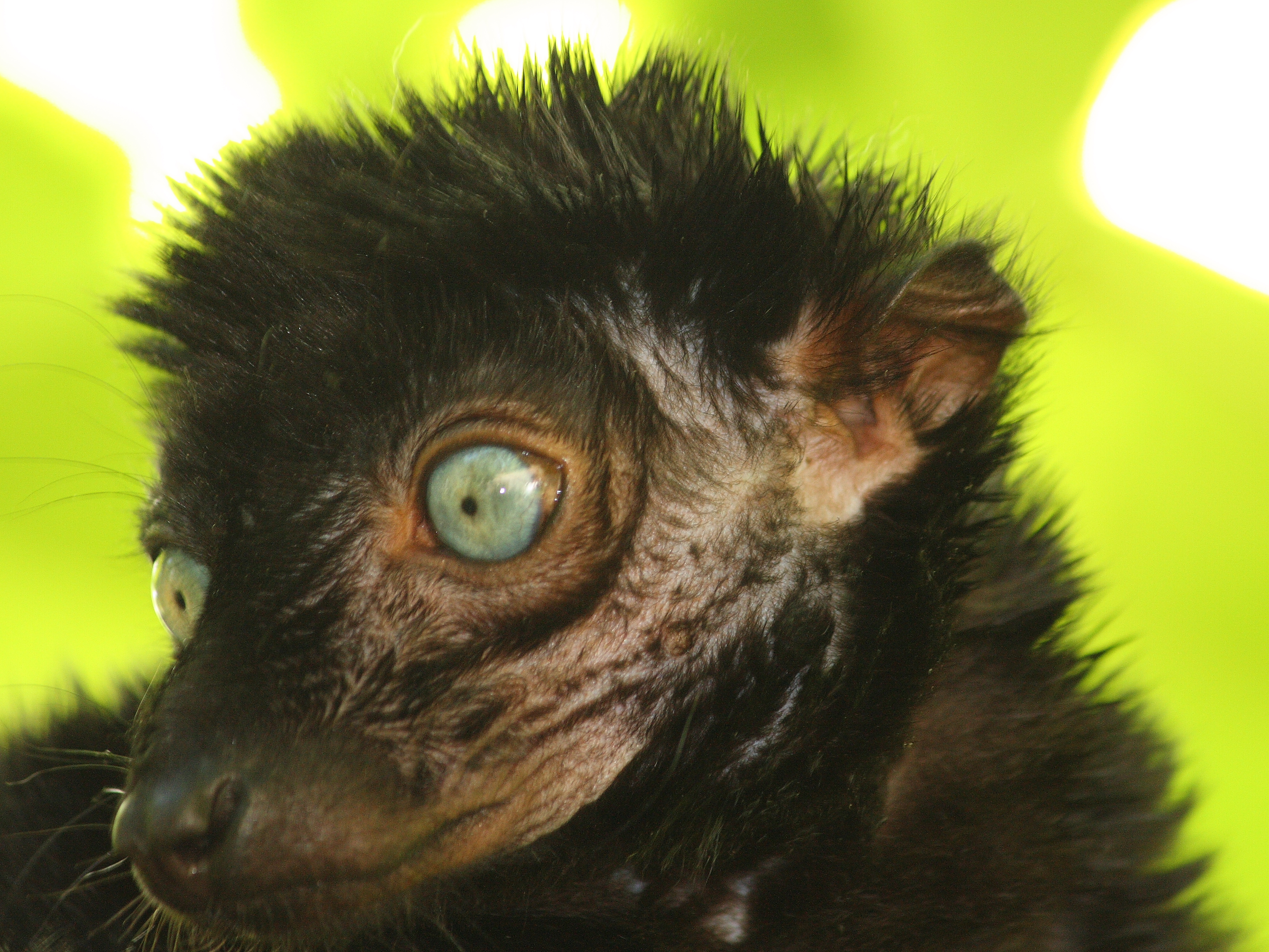
Portré a hímről

Az emberen kívül az egyetlen kék szemű főemlős. A hímnek fekete, a nősténynek barnás bundája van. Testhossza 51–65 cm, ebből a farok 39–45 cm.

## Életmódja
Leveleket, magvakat és bogyókat fogyaszt.

## Természetvédelmi állapota
A kékszemű szerecsenmaki csaknem kihalt a vadonból. Élőhelyének pusztítása és a vadászata fenyegeti. Ezen okok miatt a Természetvédelmi Világszövetség értékelése szerint a kihalás szélén áll.